# Botrucnidiata
Botrucnidiata is een geslacht van neteldieren uit de klasse van de Anthozoa (bloemdieren).

## Soort
- Botrucnidiata damasi Leloup, 1932